# Thelebolus microsporus
Thelebolus microsporus är en svampart som först beskrevs av Berk. & Broome, och fick sitt nu gällande namn av Kimbr. 1967. Thelebolus microsporus ingår i släktet Thelebolus och familjen Thelebolaceae.  Arten är reproducerande i Sverige. Inga underarter finns listade i Catalogue of Life.